# The Eternal Sin
The Eternal Sin er en amerikansk stumfilm fra 1917 af Herbert Brenon.

## Medvirkende
- Florence Reed som Lucretia Borgia.
- William E. Shay.
- Stephen Grattan.
- Richard Barthelmess som Gennaro.
- Alex Shannon som Rustighello.